# Крекінг-установка в Порт-Гаркорті
Крекінг-установка в Порт-Гаркорті – складова нафтохімічного майданчика компанії Indorama Eleme Petrochemical, розташованого у нігерійському штаті Риверс на східній околиці його столиці Порт-Гаркорт.
У 1995 році поблизу Порт-Гаркорт почала роботу установка парового крекінгу державної Nigerian National Petroleum Corporation (NNPC), котру в другій половині 2000-х викупила індонезійська Indorama. Як сировину для піролізу установка використовує зріджені вуглеводневі гази, постачені з переробних підприємств NNPC та італійської AGIP (штат Риверс є головним центром нафтовидобувної промисловості країни).
Майданчик продукує 360 тисяч тонн етилену та 120 тисяч тонн пропілену на рік, які в подальшому споживаються для виробництва відповідних об’ємів поліетилену (високого тиску/лінійного низького тиску) та поліпропілену. При цьому певна частина етилену спершу використовується для продукування 22 тисяч тонн 1-бутену – кополімеру, необхідного для виробництва зазначених видів поліетилену (особливо лінійного низької щільності).